# ۵۳۱ (پیش از میلاد)
۵۳۱ (پیش از میلاد) ۵۳۱مین سال قبل از تقویم میلادی است.